# Alcestis costalis
Alcestis costalis är en insektsart som beskrevs av Frederick Arthur Godfrey Muir 1931. Alcestis costalis ingår i släktet Alcestis och familjen Tropiduchidae. Inga underarter finns listade i Catalogue of Life.